# NGC 2363-V1
NGC 2363-V1 là một sao biến quang lam sáng (LBV) trong vùng hình thành sao NGC 2363, nằm ở phần phía tây nam của thiên hà không đồng đều  NGC 2366 trong chòm sao Lộc Báo, gần Bắc thiên cực, khoảng 11 triệu năm ánh sáng từ hệ Mặt Trời. Nó được Laurent Drissen, Jean-Rene Roy và Carmelle Robert phát hiện năm 1996 trong khi kiểm tra các hình ảnh do Máy ảnh hành tinh phạm vi rộng 2 của Kính viễn vọng không gian Hubble chụp.
NGC 2363-V1 là một trong những ngôi sao sáng nhất đã biết, với độ sáng nhiệt xạ khoảng 6,3 triệu lần Mặt Trời và cấp sao nhiệt xạ tuyệt đối -12,16, có lẽ chỉ sau M33-013406.63 trong thiên hà Tam Giác với độ sáng nhiệt xạ khoảng 6,4-10,28 triệu lần Mặt Trời và cấp sao nhiệt xạ tuyệt đối -12,2 đến -12,7. Nó đã trải qua sự gia tăng về nhiệt độ và độ sáng trong 20 năm qua, sau một sự gia tăng mãnh liệt trong tốc độ thất thoát khối lượng của nó. Sự biến thiên độ sáng đáng kể của các LBV trong vòng một đời người là rất hiếm, với ví dụ tốt nhất là Eta Carinae trong quá trình Đại Phun trào từ năm 1837 tới năm 1855. NGC 2363-V1 hiện tại thể hiện quang phổ của sao cực siêu khổng lồ loại B tột bậc, tương tự kiểu B1Ia+ của P Cygni thay vì quang phổ phun trào của Eta Carinae hiện tại lạnh hơn (biến quang + O (WR?).